# Haliclona dancoi
Haliclona dancoi är en svampdjursart som först beskrevs av Topsent 1913.  Haliclona dancoi ingår i släktet Haliclona och familjen Chalinidae. Inga underarter finns listade i Catalogue of Life.